# Natalie Simon
Natalie Simon (* 1990) ist eine US-amerikanische Fußballschiedsrichterin.

## Werdegang
Simon ist Schiedsrichterin in der US-amerikanischen National Women’s Soccer League sowie in der USL Championship. Im September 2023 debütierte Simon zudem in der Major League Soccer (MLS) und war damit die erste schwarze Frau, die ein MLS-Spiel leitete.
Seit 2022 steht sie auf der Liste der FIFA-Schiedsrichter und leitet internationale Fußballpartien.
Simon war Schiedsrichterin beim SheBelieves Cup 2022 und bei der CONCACAF U-20-Meisterschaft 2023 in der Dominikanischen Republik.
Beim CONCACAF W Gold Cup 2024 leitete Simon zwei Spiele in der Gruppenphase.
Zudem wurde Simon für die U-20-Weltmeisterschaft 2024 in Kolumbien nominiert.